# Maja Staśko
Maja Marika Staśko (ur. 13 września 1990 w Poznaniu) – polska lewicowa aktywistka, feministka, dziennikarka, scenarzystka, polonistka, zawodniczka w walkach freak fight organizowanych przez federację High League.

## Życiorys

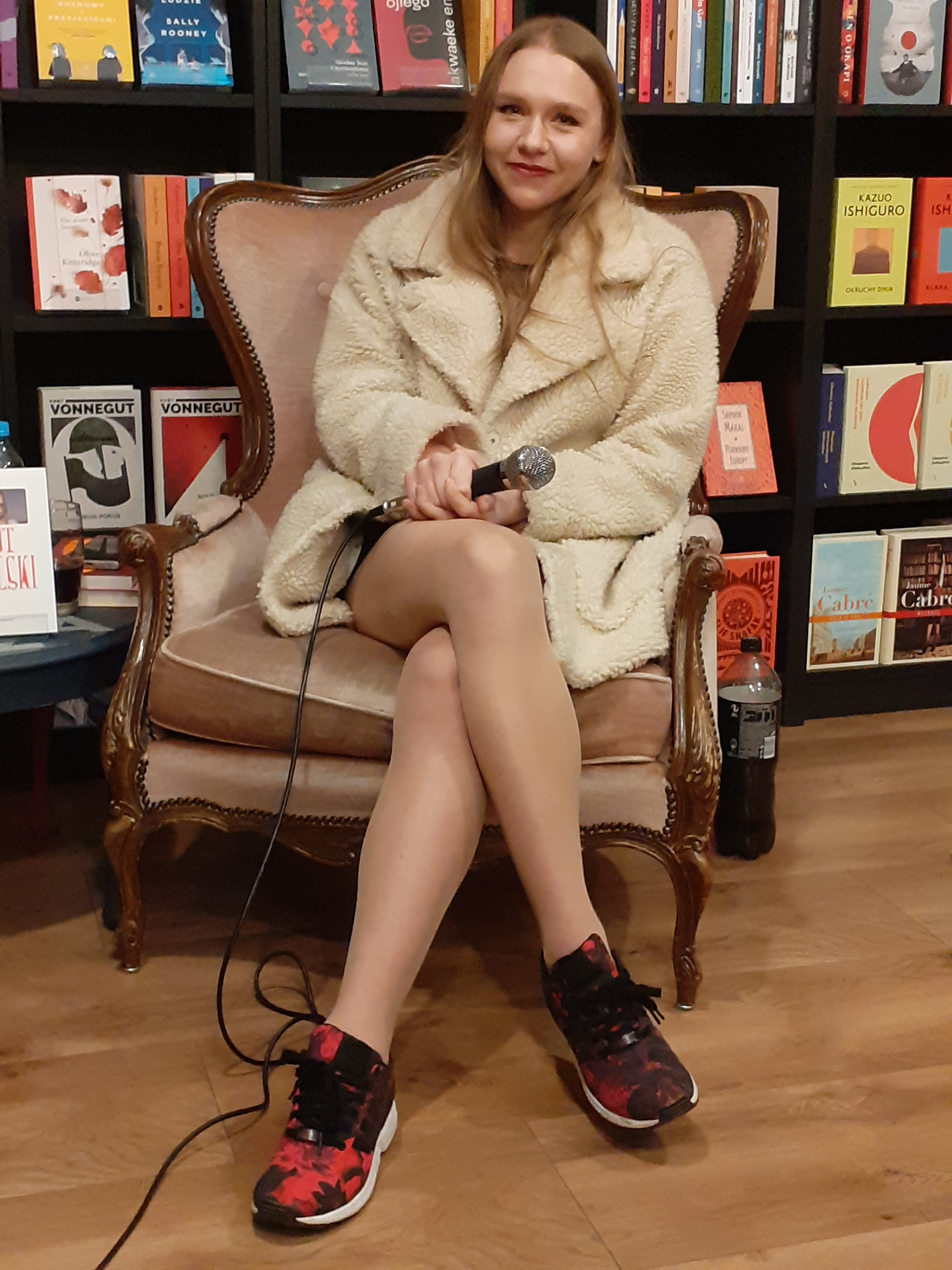
Maja Staśko w trakcie promocji książki „Hejt polski” w Warszawie (2022)

W dzieciństwie trenowała gimnastykę artystyczną. Jest absolwentką Liceum Ogólnokształcącego św. Marii Magdaleny w Poznaniu.
Ukończyła filologię polską na Uniwersytecie im. Adama Mickiewicza w Poznaniu, obroniwszy pracę magisterską nt. języka poezji Eugeniusza Tkaczyszyna-Dyckiego. Następnie rozpoczęła studia doktoranckie w Instytucie Filologii Polskiej UAM, podczas których zajmuje się polską poezją po 1989. Opublikowała szereg artykułów o poezji współczesnej.
Jest współzałożycielką Stowarzyszenia Forget-Me-Not, wspierającego osoby, które doświadczyły przemocy seksualnej, ponadto sama wspiera ofiary przemocy. W ramach działań stowarzyszenia współorganizowała pokaz mody, gdzie modelki miały na sobie ubrania, które nosiły kiedy doświadczyły przemocy, w tym gwałtu.
Udziela się w ramach ruchu #MeToo. Wspólnie z poetką i pisarką Joanną Lech poruszyły temat seksizmu w środowisku polskich literatów, tworząc „Poetycką Tablicę Seksistów”, na której znaleźli się m.in. Mariusz Grzebalski, Roman Honet, Janusz Rudnicki, Marcin Świetlicki i Krzysztof Varga.
Prowadzi autorskie konta na portalach społecznościowych Instagram i Facebook, na których porusza tematykę związaną z przemocą seksualną, feminizmem socjalnym i wyzyskiem. Prowadzi w serwisie YouTube kanał „Twoja Herstoria”, na którym ofiary przemocy seksualnej mogą przedstawić swoje doświadczenia życiowe. Kanał założyła 25 listopada 2019 roku w ramach kampanii „16 Dni Przeciw Przemocy ze względu na Płeć”.
W 2018 roku pracowała fizycznie w magazynie firmy Amazon pod Poznaniem. Doświadczenie to skłoniło ją do opisania złych warunków pracy w zakładzie, za co została zwolniona.
Od 2016 roku była członkinią okręgu poznańskiego Partii Razem. W 2021 roku oficjalnie rozstała się z partią. Współpracuje z Piotrem Ikonowiczem przy projekcie Społecznego Rzecznika Praw Obywatelskich. Jest również organizatorką feministycznych demonstracji. Protestowała między innymi przeciwko spotkaniu z Romanem Polańskim w Łódzkiej Szkole Filmowej, przeciwko gwałtom w czasie inwazji Rosji na Ukrainę i przeciwko ustawie antyaborcyjnej. Jest autorką książek poświęconych przemocy, w których porusza temat kultury gwałtu i przemocy seksualnej w Polsce. W grudniu 2024 roku wystąpiła w Parlamencie Europejskim, gdzie opowiedziała o swojej walce z endometriozą i niepłodnością oraz potrzebie programu refundacji in vitro.
Współpracuje z „Ha!artem”, „Wakatem”, „EleWatorem”, „Krytyką Polityczną” i „Codziennikiem Feministycznym”. Publikuje na łamach: „Gazety Wyborczej”, „Wysokich Obcasów”, „Nowego Obywatela”, „Dwutygodnika” oraz portali Onet.pl, Gazeta.pl, Wirtualna Polska i OKO.press. Jeden z jej utworów znalazł się w antologii „Poetki na czasy zarazy”.

## Dyskografia

### Single
| Rok  | Tytuł                  | Album |
| ---- | ---------------------- | ----- |
| 2022 | „Walcz jak dziewczyna” | –     |

## Publikacje
- 2017: „Gwałt to przecież komplement”. Czym jest kultura gwałtu?[42]
- 2020: Gwałt polski[43]
- 2022: Hejt polski[44]

## Scenariusze
- „Wkurwione kobiety w leju po Polsce” (2018)[45] – przedstawienie wyróżniono na 39. Przegląd Piosenki Aktorskiej w konkursie Nurt OFF[46].
- „Amazon Burns” (2021)[47][48] – tekst przeszedł eliminację i zakwalifikował się do II etapu 13. edycji Gdyńskiej Nagrody Dramaturgicznej[49].
- „Influencer szuka żony” (2021) – tekst przeszedł eliminację i zakwalifikował się do II etapu 14. edycji Gdyńskiej Nagrody Dramaturgicznej[49].
- „W trakcie pierwszego razu zakleszczyła mi się pochwa, gdy spadł na mnie obrazek Matki Boskiej w pokoju rodziców” (2023) – tekst przeszedł eliminację i zakwalifikował się do II etapu 16. edycji Gdyńskiej Nagrody Dramaturgicznej[49].

## Wyróżnienia
- 2019 – Nominacja do Pióra Nadziei – nagrody przyznawanej przez Amnesty International osobom, które w ciągu minionych 12 miesięcy przyczyniły się do pozytywnej zmiany w zakresie praw człowieka[50][51][52],
- 2020 – Nominacja do Ofeminin Influence Awards w kategorii „Power Voice”, sekcja „Activist of the Year”[53],
- 2021 – Korona Równości w kategorii zaangażowanie społeczne, przyznawana przez Kampanię Przeciw Homofobii[54].

## Walki freak show fight
Staśko w 2022 roku podpisała kontrakt z High League, federacją organizującą tzw. freak show fight. 17 września tego samego roku zadebiutowała podczas gali High League 4, wygrywając jednogłośną decyzją sędziowską z Ewą „Mrs. Honey" Wyszatycką. Niespełna trzy miesiące później stoczyła swoją drugą walkę w tej formule, gdzie podczas High League 5 zmierzyła się z Marią „Maszą” Graczykowską. To starcie zwyciężyła przed czasem już w pierwszej rundzie (przez techniczny nokaut), a pojedynek był oceniany jako jednostronny. Po zawieszeniu federacji High League przestała występować w oktagonie i zaczęła krytykować freak fighty.